# Caerostris mayottensis
Caerostris mayottensis is een spinnensoort in de taxonomische indeling van de wielwebspinnen (Araneidae).
Het dier behoort tot het geslacht Caerostris. De wetenschappelijke naam van de soort werd voor het eerst geldig gepubliceerd in 1984 door Manfred Grasshoff.